# محركات التنفس الطبيعي
محركات التنفس الطبيعي (بالإنجليزية: naturally aspirated engine) هو نوع شائع لمحركات الاحتراق الداخلي التي تعتمد على الضغط الجوي لحث الهواء للدخول إلى غرفة الاحتراق على نقيض المحركات ذات الشواحن سواء سوبرشارجر أو تربوشارجر التي تعمل من أجل زيادة كتلة الهواء الداخل لغرفة الاحتراق بكمية أكبر مما يستطيعه الضغط الجوي وحده.